# Cuarto azul
Cuarto azul –estilizado en mayúsculas– es el cuarto álbum de estudio de la cantante, compositora y actriz española Aitana. Fue lanzado el 30 de mayo de 2025 a través de Universal Music. Es su primer trabajo discográfico después del lanzamiento de Alpha (2023). El álbum cuenta con la participación de Jay Wheeler, Ela Taubert, Barry B, Myke Towers, Kenia Os, Danny Ocean y Alaska.
El álbum debutó directamente el primer puesto en la lista Top 100 Álbumes de PROMUSICAE, obteniendo la certificación de disco de oro al superar las 20.000 unidades vendidas en su primera semana.Todas las canciones del disco, también ingresaron en la lista Top 100 Canciones de PROMUSICAE. En esa misma semana, «Segundo intento» y «Sentimiento natural» regresaron al Top 50, mientras que «6 de febrero» escaló del puesto número 9 al número 8, y «Cuando hables con él» debutaría en el puesto número 4 de la misma lista.El impacto del álbum también se extendió an Argentina, donde «6 de febrero» alcanzó el puesto número 27 en el Argentina Hot 100.
En julio, tras la serie de conciertos Metamorfosis Season, el álbum volvió al primer puesto, en el Top 100 Álbumes, por cuarta semana. Ese mismo mes, recibió la certificación de disco de platino al superar las 40.000 copias vendidas en España.

## Antecedentes
En 2024, la cantante confirmó en varias ocasiones encontrarse trabajando en su próximo proyecto discográfico.
En enero de 2025, la artista publicó un vídeo en lo que parecía ser un cuarto completamente azul, a través de sus redes sociales y YouTube, bajo el título «Nuevo año, Nueva Era», haciendo referencia a su nuevo proyecto. Durante ese mismo mes, la artista comenzó a publicar una serie de enigmáticos mensajes en sus redes sociales, donde aparecían diferentes emoticonos todos con el color azul. El 8 de mayo de 2025, la cantante anunció el lanzamiento del disco.El 14 de mayo, a través de Instagram, publicó el listado completo de las canciones que forman el álbum.

## Concepto
«Empieza con mucha oscuridad, con mucho resentimiento, frustración, ansiedad, depresión… Y se nota en las primeras canciones. Luego ya empieza a entrar la luz con el interludio y con ese audio a mis amigas» así describe Aitana para Jenesaispop su cuarto trabajo discográfico. El azul para Aitana representa un lugar seguro, ya que su cuarto durante su niñez era completamente azul Klein. Durante el proceso de creación del proyecto, la catalana paso por una temporada difícil y en Cuarto azul se reencuentra a sí misma, volviendo al lugar donde pasó su niñez, «Es como volver a esos orígenes donde yo crecí, donde yo fui yo y donde cuando te sientes perdida quieres volver a encontrarte» confirmaba la artista». 
Cuarto azul queda divido en dos partes, la primera de ellas, está marcada por la oscuridad y la depresión. En la segunda parte se evidencia la sanación y «reconectar con esa sensación que estaba perdiendo». Ambos actos quedan diferenciados por el interludio «Luz de la mañana (interlude)».

## Grabación y producción
En el documental lanzado por Netflix, Aitana: Metamorfosis, muestra el proceso de grabación del single «6 de febrero» en Los Ángeles y posteriormente en Miami. Entre finales 2024 y principios de 2025, se organizaron sesiones de grabación en Miami, durante esos meses, la cantante en una entrevista para Vogue comentó haber trabajado con varios productores, entre los que se encuentran Nico Cotton, Manuel Lara, DallasK, Andrés Torres y Mauricio Rengifo, con quienes experimentó diferentes sonidos. La artista confesó, en la misma entrevista, que crear este álbum «Es la mejor sensación en mucho tiempo». En una entrevista para Los40, afirmó haber escrito más de 70 canciones durante el proceso creativo del álbum.

## Música y letra
Cuarto azul es un álbum pop con elementos synth-pop. Su discografíca, lo define como una «ventana a la intimidad de la artista, donde la oscuridad y la luminosidad juegan a entrelazarse, creando diferentes "Aitanas" que forjan su identidad como artista y como mujer».

### Canciones
Cuarto azul comienza con «6 de febrero», una canción que abre el disco con un tono nostálgico con elementos de synthpop que hace referencia a una ruptura amorosa.Le sigue «Duele un montón despedirme de ti», donde, acompañada por Jay Wheeler, se expresa la dificultad de dejar atrás a alguien a quien aún se ama.«Segundo intento» presenta el deseo de volver a empezar una historia de amor que ha terminado mal con unos sintetizadores ochenteros, mientras que «¿Para qué volver?», junto a Ela Taubert, introduce la contradicción de querer retomar esa relación, sabiendo que ya no hay nada que recuperar.
En el centro emocional del álbum se encuentra «Cuarto azul», la balada que da nombre al proyecto. En ella, Aitana construye un refugio metafórico donde se sincera con sus inseguridades, la presión de la exposición mediática y el deseo de reconectar consigo misma.«Desde que ya no hablamos» trata la necesidad de contarle todo a esa persona que ya no forma parte de su vida, donde muestra una resistencia a dejar ir.En «De 1 beso a 2 besos», Aitana recuerda la progresión de una relación en clave romántica meidante el pop electrónico,  casi como si aún buscara pistas de lo que salió mal, «pasamos de un beso a dos besos».
Con «Trankis», acompañada por Barry B, el tono se aligera y se permite respirar, con una producción más suave y una letra que invita a calmar la ansiedad.«Música en el cielo» es un homenaje íntimo a su abuelo, una canción cargada de espiritualidad que conecta con la pérdida y la memoria. En «Cuando hables con él», Aitana expresa la esperanza de que su expareja la recuerde con ternura, incluso cuando esté hablando de ella con otra persona. Esta canción funciona como una despedida sincera.
Con el interludio «Luz de la mañana» comienza la segunda parte del disco, más luminosa y esperanzadora. «En el centro de la cama» habla de la intimidad cotidiana y la complicidad en pareja, mientras que «Sentimiento natural», en colaboración con Myke Towers, celebra una conexión genuina, más allá de las apariencias.En «Conexión psíquica», Aitana rinde tributo a las amigas que la han acompañado durante su proceso de sanación emocional, convirtiendo la sororidad en un elemento clave del álbum.
«Superestrella» representa una explosión de confianza, un momento en el que la artista deja atrás la culpa y se reafirma como alguien que merece amor. En «Ex ex ex», con Kenia OS, Aitana se ríe del pasado, de los ex, con un ritmo más desenfadado.«Hoy es tu cumpleaños» junto a Danny Ocean, es una canción nostálgica y dirigida a alguien importante, tal vez un amor que ya no está, pero que sigue presente en la memoria. «Lia» funciona como un susurro personal, una especie de diario dedicado donde narra una historia en tercera persona.
El álbum cierra con «La chica perfecta», una colaboración con Alaska, con al que pretende romper con los estereotipos sobre cómo debe comportarse una mujer en la industria o en una relación. Es un final que mira al futuro desde la aceptación y la libertad, y deja atrás la tristeza sin negar que existió.

## Lanzamiento y promoción
Universal Music publicó el álbum el 30 de mayo de 2025. Se publicará en streaming, descarga digital, CD, LP, casete y un box set, que incluye una figura de Aitana escuchando música en su cuarto azul, un CD y una tarjeta firmada por la cantante. Los pedidos anticipados, exclusivos para fans, comenzaron el viernes 9 de mayo, un día después de anunciarse el lanzamiento del álbum.

### Comercialización
La lista de canciones del álbum no se publicó en su totalidad de inmediato. En su lugar, en el vídeo que la artista publicó al anunciar el álbum, se pudo apreciar que contaría con 19 canciones, entre las que se encuentran los sencillos «Segundo Intento», «Sentimiento Natural» y «6 de febrero». Aitana reveló los títulos de las canciones el 14 de mayo. Ese mismo día anunció y comenzó a publicar una serie de clips diarios junto a Spotify, como cuenta atrás hasta el lanzamiento del álbum, el 30 de mayo. El 22 de mayo publicó en Instagram un adelanto de las canciones «Desde que ya no hablamos», «En el centro de la cama», «Superestrella» y «Ex ex ex».
El 27 de mayo de 2025, Aitana realizó una listening party en el Movistar Arena de Madrid, donde se presentaron en primicia las 19 canciones que forman el álbum.Durante esa misma semana, Aitana promocionó Cuarto azul en diferentes medios especializados y asistió a El Hormiguero.El 6 de junio se llevó a cabo una «escucha innmersiva» del álbum, en la Casa Seat de Barcelona.

### Título y portada
El título Cuarto azul fue anunciado a través de varios easter egg. Desde 2024, la artista comenzó a darle importancia al color azul Klein, hasta entrar en su «blue era» en enero de 2025, con el lanzamiento del primer single del álbum, «Segundo intento».En una entrevista para Los40, afirmó que el color azul «la lleva a un lugar», pero en ese momento no pudo confirmar a dónde.
El 9 de mayo, al momento de iniciarse el preorder del álbum, publicó la portada a través de sus redes sociales. La carátula del álbum fue fotografiada por Hugo Comte. En ella, la cantante aparece en el centro de un cuarto completamente azul, iluminado por una luz amarilla que entra por la ventana. Aitana lleva un conjunto  de color carne, y unos auriculares plateados, y su cabello está en movimiento. Los colores en la portada del álbum son colores fríos, diferentes azules que contrastan con una luz cálida que entra por la ventana.

### Sencillos
«Segundo intento» es el sencillo principal del álbum, se lanzó el 23 de enero de 2025. El vídeo musical dirigido por Daniel Eguren, fue lanzado el mismo día a través de YouTube. La canción alcanzó el puesto 18 en la lista Top 100 Canciones de PROMUSICAE. También tuvo cierto reconocimiento en México, donde alcanzó el top 19, en su lista oficial.
«Sentimiento natural» fue publicado el 13 de marzo como segundo sencillo, en colaboración del cantante Myke Towers. Su videoclip rodado en Miami y dirigido por Martin Seipel, fue publicado también el mismo día. La colaboración con el puertorriqueño debutó en el puesto número 7 en la lista española de Top 100 Canciones, y recibió reconocimiento en diferentes países latinoamericanos, como Argentina y Paraguay.
«6 de febrero» fue anunciado el viernes de 2 de mayo, y lanzando como tercer sencillo, el martes 6 de mayo. El mismo día de su lanzamiento publicó el videoclip rodado en República Dominicana bajo la dirección de Alfonso Riera y Joaquín Luna, con diferentes tomas que recordaban a las del videoclip de «Akureyri».En el mismo video, al finalizar, se dejaba ver la palabra «Bruma», un enigma que «desató la locura» de sus fans. Con tan sólo 3 días de conteo, la canción logró debutar en el puesto número 8 de la lista Top 100 Canciones en España y durante su segunda semana alcanzó su posición más alta en el puesto número 2.
«Cuando hables con él» fue lanzando como focus track la noche de lanzamiento de Cuarto Azul, el 30 de mayo. El videoclip dirigido por Jose Ocaña, fue publicado el mismo día.

### Interpretaciones
Como parte de la promoción del disco, diferentes canciones del álbum se incluirán en el repertorio de su gira por estadios, Metamorfosis Season, sin embargo, esta gira no se realizará en apoyo a su cuarto proyecto.La cantante también actuará el 26 de julio de 2025 en La Velada del Año V, en el Estadio La Cartuja en Sevilla, donde tiene previsto realizar un medley de Cuarto azul.

### Gira
El 31 de julio, anunció 24 ciudades repartidas entre Europa, Estados Unidos e Hispanoamérica, donde actuará en 2026 dentro de la gira Cuarto Azul World Tour.

## Recepción crítica
LOS40, resalta la madurez artística alcanzada por Aitana en Cuarto azul, alejándose de fórmulas anteriores para ofrecer «un pop sofisticado, reposado y adulto». Destacan que este trabajo supone «un puente perfecto entre su primera Aitana y esta nueva Aitana que se nos presenta más segura, más calmada, más dueña de sí misma». El disco representa un giro respecto a su anterior álbum Alpha (2023), alejándose del pop electrónico este nuevo trabajo adopta un enfoque más melódico e introspectivo.
Julieta Chávez, para la revista Rolling Stone,  destaca que es el proyecto más honesto y emocional de Aitana hasta ahora. La cantante se presenta en una faceta «mucho más íntima y vulnerable». Chávez destaca que en este proyecto «se nota su decisión de escribir desde un lugar real, sin necesidad de esconder nada».
La crítica de Billboard, firmada por Jessica Roiz, fue positiva, destacando la honestidad lírica del álbum y su evolución artística. El concepto de Cuarto azul simboliza un espacio íntimo de reconexión personal.
La crítica de Jenesaispop firmada por Sebas E. Alonso, subraya su consolidación en el synth-pop como su estilo más convincente. También destaca producciones como «Ex ex ex» y «En el centro de la cama» por su sonido ochentero y sofisticado. No obstante, Alonso critica varias baladas por su escasa originalidad, como «¿Para qué volver?» o «Cuarto azul». También cuestiona la inclusión de 19 temas, y concluye que Aitana se muestra como «una artista cada vez más creíble», que ofrece una «historia de supervivencia» emocional.

## Rendimiento comercial
El día de su lanzamiento, Cuarto azul recibió 7,5 millones de escuchas en Spotify a nivel mundial, convirtiéndose en el mejor debut de Aitana hasta la fecha.El album consiguió el tercer mejor debut de ese fin de semana, también en Spotify.

### España
Cuarto azul debutó con 4,9 millones de escuchas en Spotify España, convirtiéndose en el sexto álbum nacional con mejor debut en el país, y siendo el mejor debut de Aitana hasta la fecha. Tanto en Spotify como en Apple Music coló todas las canciones en el Top 100 España de ambas plataformas, en el caso de la segunda, todas alcanzaron el Top 50.El album debutó en lo más alto de la lista de álbumes de PROMUSICAE, manteniéndose en el top 1 durante sus tres primeras semanas.

### Internacional
En el ámbito internacional, el álbum debutó en las listas semanales de álbumes de Spotify en varios países de Hispanoamérica, alcanzando el puesto 40 en Argentina, el top 35 en Chile y el puesto 44 en Panamá, entre otros. Por su parte en Portugal, Cuarto azul se convirtió en la primera entrada de la cantante en la lista de Top Álbumes de la AFP, en el puesto 150 con 51 puntos.

## Listado de canciones
Créditos adaptados de Tidal.
| Cuarto azul |                                                      | |                  |          |  |
| N.º         | Título                                               | Escritor(es) | Productor(es)    | Duración |  |
| 1.          | «6 de febrero»                                       | Aitana Ocaña, Andrés Torres, Mauricio Rengifo | Torres, Rengifo  | 2:56     |  |
| 2.          | «Duele un montón despedirme de ti» (con Jay Wheeler) | Ocaña, Andy Clay Cruz, Carolina Isabel Colón Juarbe, Damián Ortega Bonilla, Jonathan Vázquez Méndez, Jose Ángel López Martínez, Kevin Omar Ortiz Bones, Nicolás Cotton | Cotton           | 3:00     |  |
| 3.          | «Segundo intento»                                    | Ocaña, Colón, Cotton | Cotton           | 3:11     |  |
| 4.          | «¿Para qué volver?»                                  | Ocaña, Colón, Ela Taubert, Kevin Aguirre, Cotton | Cotton           | 2:21     |  |
| 5.          | «Cuarto azul»                                        | Ocaña, Colón, Cotton | Cotton           | 3:20     |  |
| 6.          | «Desde que ya no hablamos»                           | Ocaña, Colón, Manuel Lorente Freire, Cotton | Kuinvi, Cotton   | 2:53     |  |
| 7.          | «De 1 beso a 2 besos»                                | Ocaña, Lorente, Vicente Jiménez Gómez Del Barco | Casta, SpreadLof | 3:17     |  |
| 8.          | «Trankis» (con Barry B)                              | Ocaña, Gabriel Barriuso, Cotton | Cotton           | 3:18     |  |
| 9.          | «Música en el cielo»                                 | Ocaña, Andry Jose Leal Matheus, Lorente | Manu Lara        | 3:50     |  |
| 10.         | « Cuando hables con él»                              | Ocaña, Torres, Rengifo | Torres, Rengifo  | 3:05     |  |
| 11.         | «Luz de la mañana (interlude)»                       | Ocaña | Lara             | 0:42     |  |
| 12.         | «En el centro de la cama»                            | Ocaña, Lorente, Valentina López, Jiménez | Kuinvi, Lara     | 3:44     |  |
| 13.         | «Sentimiento natural» (con Myke Towers)              | Ocaña, Torres, Julio Manuel Batista Santos, Rengifo, Michael A. Torres Monge, Orlando J. Cepeda Matos                                                                  | Torres, Rengifo  | 3:13     |  |
| 14.         | «Conexión psíquica»                                  | Ocaña, Colón, Dallas Koehlke | DallasK          | 3:40     |  |
| 15.         | «Superstrella»                                       | Ocaña, Colón, Cotton | Cotton           | 3:03     |  |
| 16.         | «Ex ex ex» (con Kenia Os)                            | Ocaña, Colón, Kenia Guadalupe Flores Osuna, Mechi Pieretti, Cotton | Cotton           | 3:01     |  |
| 17.         | «Hoy es tu cumpleaños» (con Danny Ocean)             | Ocaña, Danny Ocean, Lorente | Manu Lara        | 3:22     |  |
| 18.         | «Lia»                                                | Ocaña, Torres, Rengifo, Sebastián Obando Giraldo | Torres, Rengifo  | 2:48     |  |
| 19.         | «La chica perfecta» (con Alaska)                     | Ocaña, Colón, Cotton | Cotton           | 3:11     |  |
| 57:54       |                                                      | |                  |          |  |

Notas
- Todas las canciones están escritas en mayúsculas.

## Posicionamiento en listas
| Listas (2025)       | Mejor posición |
| ------------------- | -------------- |
| España (PROMUSICAE) | 1              |
| Portugal (AFP)      | 150            |

## Certificaciones
| País   | Organismo certificador | Certificación | Ventas certificadas | Ref.   |
| ------ | ---------------------- | ------------- | ------------------- | ------ |
| España | PROMUSICAE             | Platino       | 40 000              | [ 76 ] |

| Canción                                 | País   | Organismo certificador | Certificación | Ventas certificadas | Ref.   |
| --------------------------------------- | ------ | ---------------------- | ------------- | ------------------- | ------ |
| «Segundo intento»                       | España | PROMUSICAE             | Oro           | 50 000              | [ 50 ] |
| «Sentimiento natural» (con Myke Towers) | España | PROMUSICAE             | Oro           | 50 000              | [ 53 ] |
| «6 de febrero»                          | España | PROMUSICAE             | Platino       | 100 000             | [ 59 ] |
| «Cuando hables con él»                  | España | PROMUSICAE             | Oro           | 50 000              | [ 77 ] |